# Initiative populaire « pour le versement au fonds AVS des réserves d'or excédentaires de la Banque nationale suisse »
L'initiative populaire  « pour le versement au fonds AVS des réserves d'or excédentaires de la Banque nationale suisse » dite « initiative sur l'or », est une initiative populaire fédérale suisse, rejetée par le peuple et les cantons le 22 septembre 2002.

## Contenu
L'initiative propose de modifier l'article 99 de la Constitution fédérale pour spécifier que « les réserves monétaires de la Banque nationale qui ne sont plus requises au titre de la politique monétaire » doivent être transférées au fonds de compensation de l'assurance-vieillesse et survivants.
Le texte complet de l'initiative peut être consulté sur le site de la Chancellerie fédérale.

## Déroulement

### Contexte historique
Le 1er mai 2000, la loi fédérale sur l'unité monétaire et les moyens de paiement entre en vigueur. Parmi les modifications introduites à cette occasion, la parité-or formelle du franc suisse est officiellement abandonnée. Grâce à ce changement, la Banque nationale suisse est en mesure de réduire ses réserves d'or de 2 600 à 1 300 tonnes, représentant entre 15 et 20 milliards de francs suisses.
Le 17 mai de la même année, le Conseil fédéral propose au parlement, sous la forme d'un « Message concernant l'utilisation des réserves d'or et une loi fédérale sur la Fondation Suisse solidaire », d'allouer 500 tonnes de cet or à une « Fondation Suisse solidaire », les 800 tonnes restantes devant faire l'objet d'une consultation publique quant à leur attribution, étant entendu que l'utilisation de l'ensemble de cet or doit faire l'objet d'une disposition transitoire à la Confédération et donc, par-là même, soumis au référendum obligatoire.
L'Union démocratique du centre dépose alors cette initiative avec, comme but avoué selon le Conseil fédéral, d'empêcher la création de la Fondation Suisse solidaire. Les initiants, de leur côté, relèvent que « les réserves d'or de la Banque nationale suisse qui ne sont plus nécessaires pour la politique monétaire appartiennent au peuple » et affirment que la manière la plus juste de le rendre au peuple consiste à diminuer les déficits de l'AVS dont le financement n'est pas garanti.

### Récolte des signatures et dépôt de l'initiative
La récolte des 100 000 signatures débute le 10 août 1999. L'initiative est déposée le 30 octobre de l'année suivante à la Chancellerie fédérale, qui constate son aboutissement le 23 novembre.

### Discussions et recommandations des autorités
Le Parlement et le Conseil fédéral recommandent le rejet de l'initiative. Dans son message aux Chambres fédérales, le gouvernement reproche à l'initiative de vouloir empêcher la création de la Fondation Suisse solidaire. De plus, il relève que, de par sa « formulation vague », elle ne limite pas le transfert à l'AVS de la fortune spéciale de 1 300 tonnes d'or, mais s'appliquerait également à d'autres réserves monétaires de la Banque nationale suisse, au détriment des droits des cantons et de la Confédération sur les bénéfices de cet établissement.
Lors du traitement de cette initiative, le Parlement décide de lui opposer un contre-projet direct établissant la répartition de la fortune spéciale à partir du projet en suspens. Après plusieurs aller-retour entre les deux chambres de l'Assemblée, le fonds est finalement réparti à parts égales entre les cantons, l'AVS et la Fondation Suisse solidaire. Dans le même temps, la loi fédérale créant cette fondation est approuvée par le Parlement.
Les recommandations de vote des partis politiques sont les suivantes : 
| Parti politique              | Recommandation |
| ---------------------------- | -------------- |
| Démocrates suisses           | oui            |
| Parti chrétien-social        | non            |
| Parti démocrate-chrétien     | non            |
| Parti évangélique            | non            |
| Parti libéral                | non            |
| Parti de la liberté          | oui            |
| Parti radical-démocratique   | non            |
| Parti socialiste             | non            |
| Union démocratique du centre | oui            |
| Union démocratique fédérale  | non            |
| Les Verts                    | non            |

### Votation
Soumise à votation le 22 septembre 2002, l'initiative est refusée par 14 6/2 cantons et par 52,2 % des suffrages exprimés. Le tableau ci-dessous détaille les résultats par canton :
Le contre-projet du gouvernement est également rejeté par 14 5/2 cantons et 51,5 % des suffrages exprimés. Le tableau ci-dessous détaille les résultats par canton :
À la question subsidiaire demandant de choisir entre les deux propositions en cas de double oui, la solution du contre-projet obtient 51.69 % des votes et est préférée dans 13 4/2 cantons.

## Effet
À la suite du double non à l'initiative et au contre-projet, de nouvelles propositions sont faites pour déterminer l'usage de l'excédent d'or de la BNS. Outre plusieurs interventions parlementaires, une autre initiative, intitulée « Bénéfices de la Banque nationale pour l'AVS », est lancée ; cette initiative sera également rejetée le 24 septembre 2006. Les excédents d'or seront finalement distribués, comme tout bénéfice de la Banque nationale suisse, à raison d'un tiers à la Confédération et de deux tiers au cantons. La part fédérale de 7 milliards de francs, sur décision du Parlement du 16 décembre 2005, est transférée au fonds de compensation de l’AVS